# ويليام فيشر (لاعب كرة قاعدة)
ويليام فيشر (بالإنجليزية: William Fischer)‏ هو لاعب كرة قاعدة أمريكي، ولد في 2 مارس 1891 في نيويورك في الولايات المتحدة، وتوفي في 4 سبتمبر 1945 في ريتشموند في الولايات المتحدة.

## وصلات خارجية
- ويليام فيشر على موقعبيزبول رفرنس.كوم (الدوري الرئيسي) (الإنجليزية)